# Musei di Villa Torlonia
I Musei di Villa Torlonia fanno parte del Sistema dei Musei in Comune di Roma.

## Casino Nobile
Il Casino Nobile deve il suo aspetto all'intervento, intorno al 1802, di Giuseppe Valadier, seguito, tra il 1835-40, da quello di Giovan Battista Caretti che aggiunse il maestoso pronao della facciata.
Molti pittori lavorarono alla sua decorazione, quali Podesti e Coghetti, oltre a scultori e stuccatori della scuola di Thorvaldsen e Canova.
Quando, dal 1925 al 1943, la Villa fu data in affitto a Benito Mussolini, che l'adibì a sua residenza privata, nel piano interrato furono costruiti un rifugio antigas ed un bunker antiaereo, visitabili su prenotazione.
L'edificio restaurato ospita nei due piani di rappresentanza il Museo della Villa, con sculture e arredi d'epoca. Al secondo piano è situato il Museo della Scuola Romana, con dipinti, sculture e disegni degli artisti di quella corrente, considerata tra le più interessanti e vitali della ricerca figurativa nel periodo tra la prima e la seconda guerra mondiale, corrente nota anche con il nome di Scuola di via Cavour.

## Casino dei Principi
L'attiguo Casino dei Principi, dove è consultabile l'Archivio della Scuola Romana, ricchissimo di documenti, ospita periodicamente mostre temporanee.

## Casina delle civette

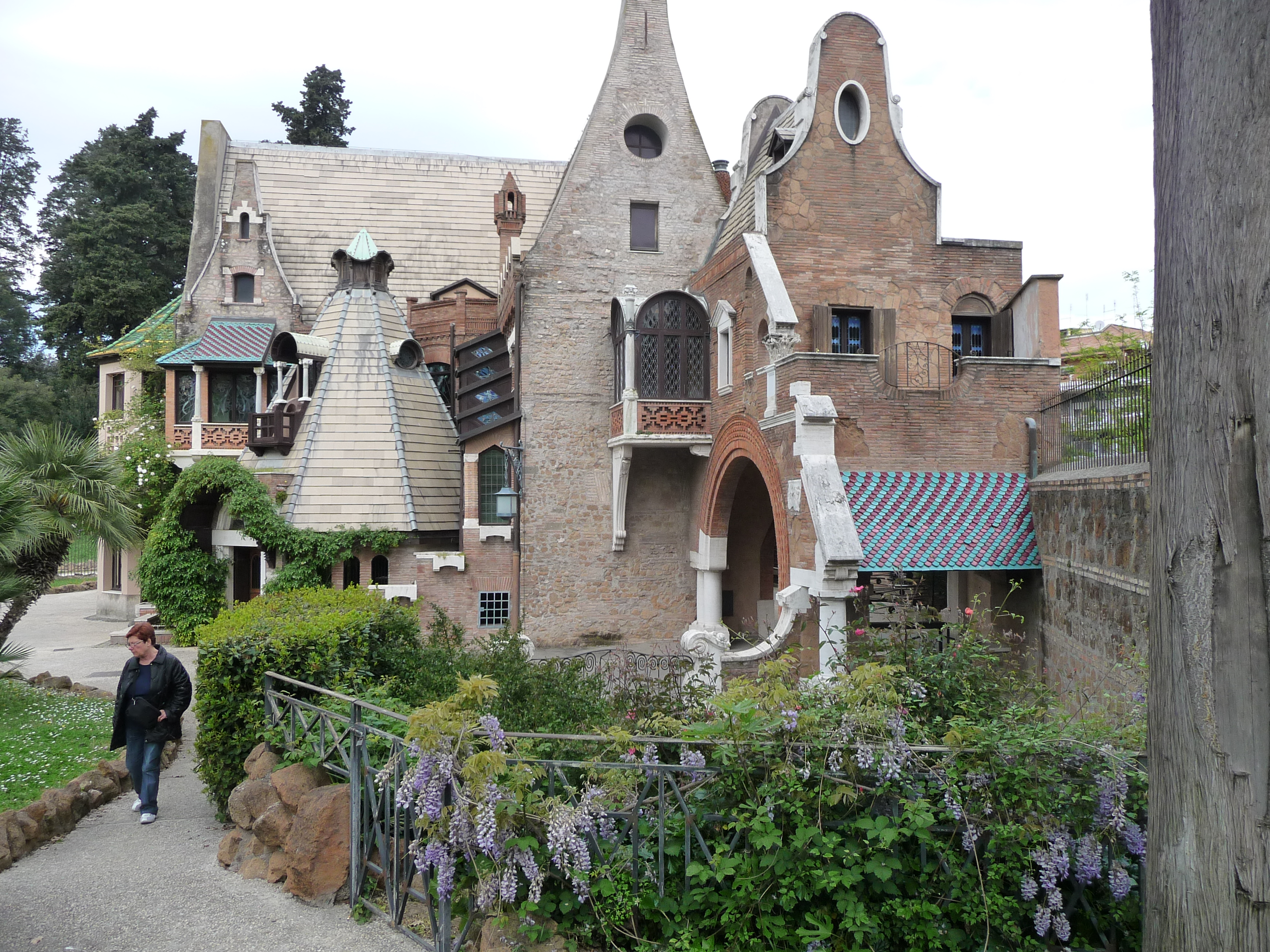
Casina delle civette

La Casina delle civette spicca per la sua originalità. Ideata nel 1839 dall'architetto Giuseppe Jappelli come "Capanna svizzera", fu trasformata agli inizi del Novecento in eclettico villino, residenza del principe Torlonia. Il suo nome è legato al ricorrere di elementi decorativi ispirati al tema della civetta. Le numerose vetrate policrome presenti sono state realizzate in gran parte da Cesare Picchiarini tra il 1910 e il 1925, su disegni di Duilio Cambellotti, Umberto Bottazzi, Vittorio Grassi e Paolo Paschetto.
Dall'apertura al pubblico, nel 1997, come spazio museale, la collezione originaria della Casina è stata arricchita con vetrate degli stessi autori e con disegni, bozzetti e cartoni preparatori.

## Serra Moresca
L'edificio, realizzato da Giuseppe Jappelli a partire dal 1839 in stile eclettico e forme arabeggianti, è stato restaurato a partire dal 2013 ed tornato è visitabile a partire dal dicembre 2021.